# Maialen Chourraut
Maialen Chourraut Yurramendi (Lasarte-Oria, 8 maart 1983) is een Spaans kanovaarster gespecialiseerd in slalom. 
Chourraut nam viermaal deel aan de Olympische Zomerspelen en won in 2012 de bronzen medaille in de K-1. Vier jaar later in Rio de Janeiro won ze de gouden medaille. Tijdens de Olympische Zomerspelen van 2020 in Tokio won ze zilver.

## Belangrijkste resultaten

### Olympische Zomerspelen
| Editie | Plaats         | Resultaten     |
| ------ | -------------- | -------------- |
| 2008   | Peking         | 16e K-1 slalom |
| 2012   | Londen         | K-1 slalom     |
| 2016   | Rio de Janeiro | K-1 Slalom     |
| 2020   | Tokio          | K-1 slalom     |

### Wereldkampioenschappen kanoslalom
| Jaar | Plaats          | Resultaten                         |
| ---- | --------------- | ---------------------------------- |
| 2006 | Praag           | 27e K-1 Slalom 15e K-1 Slalom team |
| 2007 | Foz do Iguaçu   | 14e K-1 Slalom 7e K-1 Slalom team  |
| 2009 | La Seu d'Urgell | K-1 Slalom · 11e K-1 Slalom team   |
| 2010 | Ljubljana       | 16e K-1 Slalom 10e K-1 Slalom team |
| 2011 | Bratislava      | K-1 · 7e K-1 Slalom team           |
| 2014 | Deep Creek Lake | 19e K-1 Slalom 12e K-1 Slalom team |
| 2015 | Londen          | 5e K-1 Slalom 9e K-1 Slalom team   |
| 2017 | Pau             | 11e K-1 Slalom 4e K-1 Slalom team  |
| 2018 | Rio de Janeiro  | 27e K-1 Slalom 9e K-1 Slalom team  |
| 2019 | La Seu d'Urgell | 10e K-1 Slalom 4e K-1 Slalom team  |

1972: Angelika Bahmann ·
1992: Elisabeth Micheler ·
1996: Štěpánka Hilgertová ·
2000: Štěpánka Hilgertová ·
2004: Elena Kaliská ·
2008: Elena Kaliská ·
2012: Émilie Fer ·
2016: Maialen Chourraut ·
2020: Ricarda Funk ·
2024: Jessica Fox